# Marta Stachniałek
Marta Anna Stachniałek (ur. 21 maja 1985, zm. 31 lipca 2022) – polska poetka. 
Absolwentka Uniwersytetu Warmińsko-Mazurskiego w Olsztynie (Wydział Geodezji i Gospodarki Przestrzennej). Mieszkała w Warszawie. 
- Laureatka projektu Połów Biura Literackiego w 2013[4].
- W roku 2022 za debiutancki tom Polski wrap (WBPiCAK, Poznań 2021) otrzymała:
  - Nagrodę Literacką Prezydenta Miasta Białegostoku im. Wiesława Kazaneckiego w kategorii poetycki debiut roku[5] oraz
  - Wrocławską Nagrodę Poetycką Silesius w kategorii debiut roku[6].